# AEgir (exoplaneta)

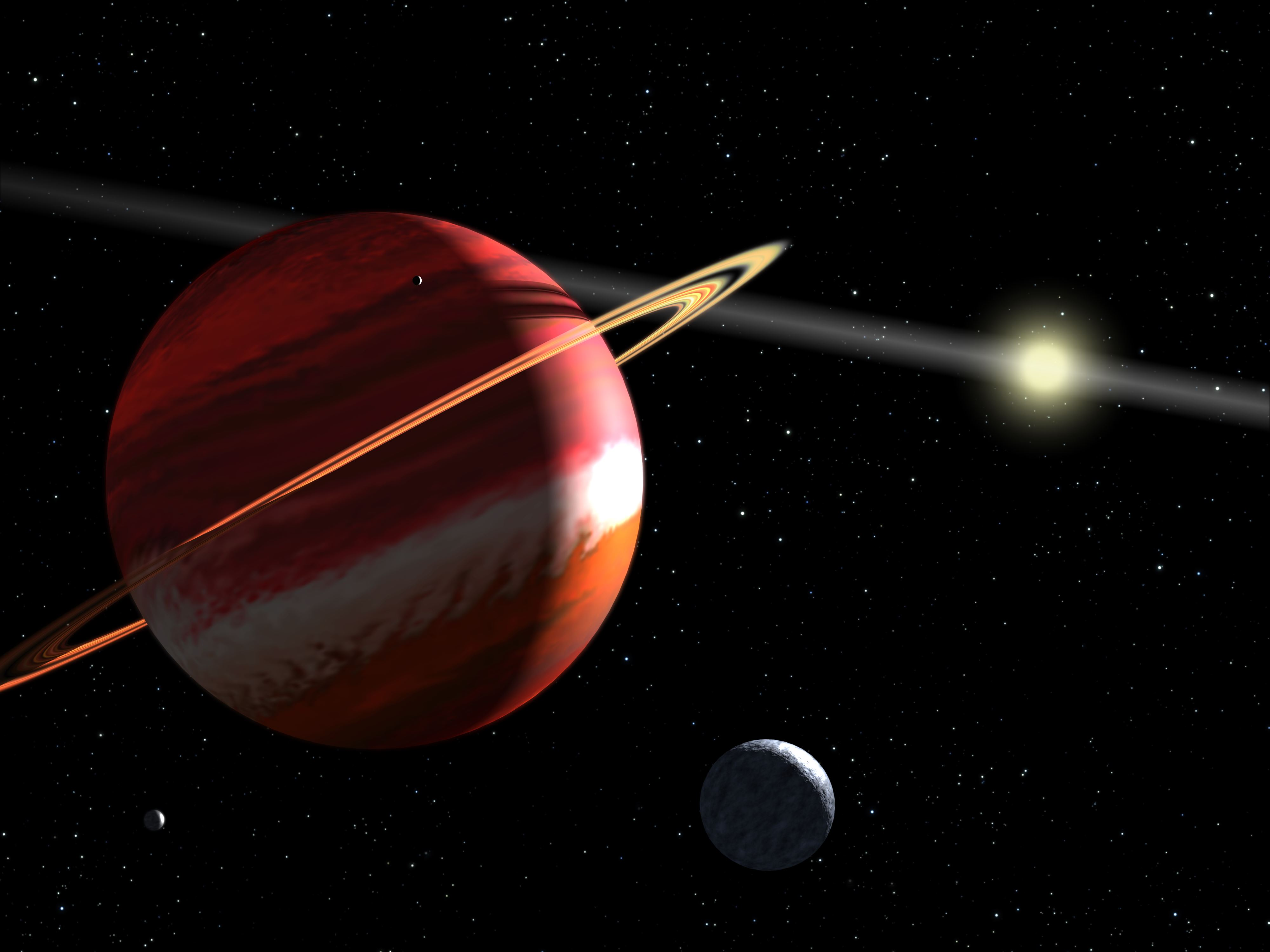
Imagem artística de um planeta orbitando a estrela Epsilon Eridani.

AEgir (também designado como Epsilon Eridani b), com frequência catalogado como HD 22049 b, é um planeta extrassolar descoberto em 7 de agosto de 2000. Dista aproximadamente a 10 anos-luz do planeta Terra, na constelação de Eridanus. Orbita a estrela Epsilon Eridani, convertendo-o em um dos sistemas planetários conhecidos mais próximo ao Sistema Solar.